# Sand (fiume Alberta)
Il Sand  è un fiume del Canada, uno dei maggiori affluenti del fiume Beaver.